# Souve
Ne doit pas être confondu avec Souvi.
Souve (en arabe : سوفه) est une commune rurale du sud de la Mauritanie, située dans le département de M'Bout de la région de Gorgol.

## Géographie
La commune de Souve est située à la pointe est de la région de Gorgol et elle s'étend sur 632 km2.
Elle est délimitée au nord par la commune de Laweissi, à l’est par la commune de Legrane, au sud par la commune de Bouanzé, à l'ouest par les communes de Terguent Ehl Moulaye Ely et de Tikobra.

## Histoire
Souve a été érigée en commune par l'ordonnance du 20 octobre 1987 instituant les communes de Mauritanie.

## Démographie
Lors du Recensement général de la population et de l'habitat (RGPH) de 2000, Souve comptait 6 743 habitants.
Lors du RGPH de 2013, la commune en comptait 7 296, soit une croissance annuelle de 0,6 % sur 13 ans.

## Économie
L'agriculture est au centre de l'économie de Souve, comme quasiment toutes les communes de la région. Mais cette économie est fragile car elle rencontre des obstacles à son développement, notamment les conditions climatiques ou le manque de moyens des agriculteurs. Pour faire face à ces obstacles, l'état ou différentes ONG financent des projets qui améliorent les conditions de vie des habitants.